# Mojorangagung
Mojorangagung is een bestuurslaag in het regentschap Sidoarjo van de provincie Oost-Java, Indonesië. Mojorangagung telt 579 inwoners (volkstelling 2010).